# Comment se débarrasser de son patron (série télévisée)
Comment se débarrasser de son patron (9 to 5) est une série télévisée américaine en 85 épisodes de 26 minutes. Il s'agit de l'adaptation du film éponyme. La sitcom a été diffusée du 25 mars 1982 au 27 octobre 1983 sur le réseau ABC, puis du 13 septembre 1986 au 26 mars 1988 en syndication.
En France, une sélection de 13 épisodes issus de la saison 2 a été diffusée du 6 juillet 1985 au 31 août 1985 sur FR3. Rediffusion du 12 juillet 1986 au 6 septembre 1986, dans l'émission de Guy Montagné, Sac à dingues surprise. Puis en octobre 1986. Seuls les 22 épisodes de la saison 2 ont été doublés et programmés.

## Tournage
Dans la version télévisuelle, Rachel Dennison reprend le rôle de Doralee Rhodes, tenu par sa sœur Dolly Parton dans le film. Rita Moreno joue Violette Newstead, à la place de Lily Tomlin. Et Valerie Curtin joue Judy Bernly, à la place de Jane Fonda. La première saison est tournée en pellicule et devant un vrai public, puis en vidéo dès la saison suivante.
Jane Fonda, qui avait participé au développement du film, a été aussi productrice exécutive de la sitcom. Cependant, en désaccord avec la nouvelle direction prise par les épisodes, elle par au terme de la saison 2. Bruce Gilbert, son coproducteur faisant de même. 
C'est James Komack qui les remplacera. La sitcom s'éloignera du film et des premières saisons. Le personnage de Judy Bernly, est remplacé par celui de Linda Bowman (Leah Ayres). Une secrétaire d'une vingtaine d'années, qui deviendra amie avec Doralee et Violet, et partagera l'appartement de cette dernière.
Mais ces changements ne permettent pas de sauver la série. ABC l'annule au bout du 5e épisode de la saison 3. Laissant ainsi 2 épisodes, jamais diffusés. Par la suite de nouveaux épisodes sont tournés pour la syndication, avec un casting remanié. Dans cette deuxième version, Sally Struthers remplace Moreno. Au total, 82 épisodes seront tournés.

## Distribution

### Version 1982–1983
- Rachel Dennison : Doralee Rhodes Brooks
- Valerie Curtin (VF : Arlette Thomas) : Judy Bernly (mars 1982–mai 1983)
- Rita Moreno (VF : Monique Thierry) : Violet Newstead
- Jeffrey Tambor : Franklin Hart (mars–avril 1982)
- Peter Bonerz : Franklin Hart (septembre 1982–octobre 1983)
- Jean Marsh : Roz Keith (mars 1982–mai 1983)
- Leah Ayres : Linda Bowman (septembre–octobre 1983)
- George DelHoyo (en) : Michael Henderson (septembre–octobre 1983)
- Tony La Torre : Tommy (septembre–octobre 1983)
- Herb Edelman : Harry Nussbaum (septembre 1982–mai 1983)
- Ann Weldon : Clair (septembre 1982–octobre 1983)

### Version 1986–1988
- Rachel Dennison : Doralee Rhodes Brooks
- Valerie Curtin : Judy Bernly
- Sally Struthers : Marsha McMurray Shrimpton
- Edward Winter : William 'Bud' Coleman
- Peter Evans : Russ Merman
- Fred Applegate (en) : E. Nelson Felb (1987–1988)
- Art Evans : Morgan
- Dorian Lopinto : Charmin Cunningham (1986–1987)
- James Martinez : James

## Épisodes

### Première saison (1982)
1. Titre français inconnu (New Kid on the Block)
2. Titre français inconnu (Herassment)
3. Titre français inconnu (The China Sin-Drome)
4. Titre français inconnu (Tinker, Tailor, Soldier, Secretary)

### Deuxième saison (1982-1983)
1. La Réception sens dessus dessous * (The Loverwear Party)
2. La Ronde de nuit (The Security Guard)
3. Un homme est un homme (Real Men Don't Make Quiche)
4. Titre français inconnu (Dick Doesn't Live Here Anymore)
5. Titre français inconnu (Home Is Where the Hart Is)
6. Titre français inconnu (Don't Take My Wife Please)
7. Titre français inconnu (The Party's Over)
8. Le Retour de la brebis égarée (Temporarily Disconnected)
9. Titre français inconnu (Hard Sell)
10. Rose se prend pour le patron (Power Failure)
11. Titre français inconnu (Did it Happen One Night ?)
12. Titre français inconnu (Torn Between One Lover)
13. La Malédiction de la salamandre (Hex Marks the Spot)
14. Trois pour un poste[3] (Three for the Money)
15. Le Plus vieux métier du monde[5] (The Oldest Profession)
16. Roméo et Violet[6] (When Violet Gets Blue)
17. Un ordinateur sans ordonnances[7] (Big Bucks)
18. Titre français inconnu (I Want to Dance)
19. Titre français inconnu (Movin' On)
20. Titre français inconnu (Eight Hours)
21. Un spectacle du tonnerre[8] (Off Broadway)
22. Le voleur habite au bureau[9] (The Phantom)

### Troisième saison (1983)
1. Titre français inconnu (Mid-Wife Crisis)
2. Titre français inconnu (The Frog Inside Prince Charming)
3. Titre français inconnu (Eleven-Year Itch)
4. Titre français inconnu (Dag Day Afternoon)
5. Titre français inconnu ('Till Tomorrow Do Us Part)
6. Titre français inconnu (Pillow Talk)
7. Titre français inconnu (Family Business)

### Quatrième saison (1986-1987)
1. Titre français inconnu (Reach Out and Touch Someone)
2. Titre français inconnu (You Don't Know Me)
3. Titre français inconnu (A Date with Judy)
4. Titre français inconnu (Even Super Women Get the Blues)
5. Titre français inconnu (Uh, About Last Night)
6. Titre français inconnu (The Party)
7. Titre français inconnu (An American Dream)
8. Titre français inconnu (The Acid Test)
9. Titre français inconnu (The Naked City)
10. Titre français inconnu (What's Up, Curtis?)
11. Titre français inconnu (The Russians Are Coming)
12. Titre français inconnu (Ghostwriter)
13. Titre français inconnu (Blue Christmas)
14. Titre français inconnu (Sharman Cunningham, Vice President)
15. Titre français inconnu (Judy's Dream)
16. Titre français inconnu (Bud Knows Best)
17. Titre français inconnu (Make Room for Corky)
18. Titre français inconnu (Move Over Millie Maple)
19. Titre français inconnu (Bud's Mid-Life Crisis)
20. Titre français inconnu (She Gives Good Phone)
21. Titre français inconnu (You're Dating My Baby)
22. Titre français inconnu (The Interns)
23. Titre français inconnu (From Here to Kingdom Come)
24. Titre français inconnu (Look But Don't Touch)
25. Titre français inconnu (The Big Game)
26. Titre français inconnu (Love and Death)

### Cinquième saison (1987-1988)
1. Titre français inconnu (Meet Mr. Felb)
2. Titre français inconnu (Barkley's Beauties)
3. Titre français inconnu (We're Gonna Be Rich)
4. Titre français inconnu (Love Is Having to Say You're Sorry)
5. Titre français inconnu (Doralee Buys the Farm)
6. Titre français inconnu (Starting Over)
7. Titre français inconnu (Mother Bernly)
8. Titre français inconnu (One of the Girls)
9. Titre français inconnu (Morgan by Moonlight)
10. Titre français inconnu (The Poker Game)
11. Titre français inconnu (Marsha's Short Story)
12. Titre français inconnu (It Happened One Night)
13. Titre français inconnu (My Fair Marsha)
14. Titre français inconnu (Barkley Strikes Out)
15. Titre français inconnu (James in Love)
16. Titre français inconnu (The Witches of Barkley)
17. Titre français inconnu (Felb Slept Here)
18. Titre français inconnu (The Big Sleep)
19. Titre français inconnu (The Custody Fight)
20. Titre français inconnu (Strictly Personal)
21. Titre français inconnu (Play Fatal Attraction for Me)
22. Titre français inconnu (Marsha's Lie)
23. Titre français inconnu (Felb's Big Secret)
24. Titre français inconnu (Marsha Grows Up)
25. Titre français inconnu (Rockabye Bernly)
26. Titre français inconnu (Goodbye, Pops)

## Générique
- La chanson 9 to 5, interprété par Dolly Parton dans sa version originale, a eu droit à une version française, chantée par Suzy.

## Commentaires
- Concernant l'orthographe du titre français du premier épisode de la saison 2 :
"La réception sAns dessus dessous", il faut se reporter au résumé de l'épisode en VO.
Dans cet épisode, une des employées organise une vente de lingerie. Il est vrai que l'orthographe française correcte serait "sEns dessus dessous", mais ici il s'agit là d'un jeu de mots voulu par l'adaptateur français. "sAns dessus dessous" faisant référence à la lingerie.

- Malgré des audiences encourageantes lors de ses débuts (15e au classement annuel des audiences de l’année 1982/1983). 9 to 5 (titre original) a été annulé par ABC au 5e épisode de la saison 3. La série était alors programmée le jeudi soir à 21 h (au lieu du mardi l’année précédente), face à Simon et Simon (CBS) et We Got It Made (NBC). Comment se débarrasser de son patron a poursuivi sa carrière en syndication entre 1986 et 1988[10].